# پردیس بین‌الملل کیش دانشگاه صنعتی شریف

ساختمان آموزش پردیس

پردیس بین‌الملل کیش دانشگاه صنعتی شریف، اولین پردیس بین المللی در کشور است که همزمان با برنامه توسعه چهارم در منطقه آزاد کیش فعالیت خود را تحت نظارت دانشگاه صنعتی شریف شروع نموده است. این پردیس دارای دو دانشکده مصوب مدیریت و مهندسی-علوم است که با دریافت شهریه دانشجو می‌پذیرد. تدریس در این پردیس به زبان انگلیسی بوده و تمامی دانشجویان موظف هستند تسلط خود به زبان انگلیسی را با شرکت در آزمون ورودی و یا ارائه مدرک آیلتس با نمره 5.5 اثبات کنند، در غیر اینصورت موظف به شرکت در کلاس های جبرانی زبان کیش1 و زبان کیش2 و موفقیت در ارزشیابی پایانی هستند. در حال حاضر در سه مقطع کارشناسی و کارشناسی ارشد و دکتری در رشته‌های فنی و مهندسی و همچنین کارشناسی ارشد مدیریت اقدام به پذیرش دانشجو می‌نماید. پذیرش دانشجو به دو طریق در این پردیس صورت میگیرد از طریق بررسی پرونده و سوابق تحصیلی و یا از طریق آزمون سراسری.

## تاریخچه
این دانشکده در سال ۱۳۸۴ فعالیت خود را با همکاری دانشگاه کیش (وابسته به سازمان منطقه آزاد کیش) در جزیره کیش آغاز کرد. در آغاز این همکاری و با امضای توافقنامه‌ای بین سازمان منطقه آزاد کیش و دانشگاه صنعتی شریف مدیریت دانشگاه کیش طی یک دوره انتقال ۴ ساله به دانشگاه صنعتی شریف واگذار شد و سپس در پایان این دوره و در سال ۱۳۸۸ دانشگاه کیش رسماً به دانشگاه صنعتی شریف به عنوان پردیس بین‌الملل واگذار گردید.
دانشگاه کیش از فروردین ماه سال ۱۳۷۵ فعالیت خود را با پذیرش ۷۷ نفر دانشجو در رشته‌های کارشناسی حسابداری، مدیریت بازرگانی و کارشناسی رایانه که در آن زمان جزء رشته‌های ضروری برای منطقه آزاد فرض می‌شد زیر نظر سازمان منطقه آزاد کیش آغاز نموده. در همان سالهای اولیه، این دانشگاه اقدام به تأسیس "مرکز تحقیقات کیش و خلیج فارس " نمود و فعالیتهای پژوهشی مختلفی در این باره را آغاز نمود. در حدود سال ۱۳۸۳، فعالیتهای دانشگاه کیش متحول شد و این دانشگاه پا به عرصه‌ای جدید یعنی همکاری مشترک در زمینه آموزش عالی با دانشگاه‌های داخلی و بین‌المللی گذارد. و این دانشگاه از سال ۱۳۸۴ به دانشگاه صنعتی شریف-پردیس بین‌الملل کیش تغییر نام یافت.

## فعالیت‌های مهم انجام‌شده در دانشکده
مهم‌ترین فعالیت‌های انجام‌گرفته در این دانشکده عبارت‌اند از:
- توسعه فعالیت دانشگاه در برگزاری دوره‌های کارشناسی ارشد و دانشجویان ممتاز از جمله اقای دکتر مصطفی جوادی پور مرادی دکتری روانشناسی بالینی [۱] [۲] [۳] [۴] ؛ اقای دکتر علیرضا احمدی دکتری عمران ؛ اقای دکتر رضا فرهادی دکتری تاریخ و فرهنگ اسلامی و افراد موفق دیگر ؛ همچنین رساله های مختلف و جایزه های بین‌المللی که دانشجویان گرامی موفق به اخذ ان شده اند.
- تقویت همکاری با دانشگاه‌های معتبر داخلی و خارجی به منظور تربیت نیروی انسانی
- گسترش ارتباط با مراکز علمی جهان بخصوص دانشگاه های مختلف خاورمیانه
- استفاده از توانمندی‌های علمی – پژوهشی دانشگاه در جهت رفع نیازهای تخصصی منطقه
- آغاز فعالیت شعبه بین‌المللی دانشگاه صنعتی شریف با پذیرش دانشجو دررشته‌های فناوری اطلاعات و مکاترونیک برای واحد کیش
- انعقاد قرارداد با دانشگاه مولتی‌مدیای مالزی جهت پذیرش دانشجو در دوره‌های کارشناسی ارشد مدیریت MBA از مهر ماه ۱۳۸۴
- پذیرش دانشجو با همکاری دانشگاه موناش استرالیا از طریق آزمون ویژه و گزینش علمی
- حصول توافقات برای ایجاد شعبه بین‌المللی دانشگاه تهران ودانشگاه علوم پزشکی شیراز و جلب همکاری انجمن ایرانیان مقیم آمریکای شمالی درشهرک دانشگاهی جزیره کیش
- برگزاری دوره‌های بین‌المللی مشترک با دانشگاه مولتی‌مدیای مالزی در مقطع کارشناسی ارشد (MBA) در گرایش مدیریت فناوری اطلاعات

## پردیس دانشگاه
ساختمان آموزش دانشگاه که بخش‌ها و امکانات مختلفی را در زیر بنایی حدود ۵۲۰۰ متر مربع در خود جای داده است در پردیس اصلی دانشگاه و در مساحتی حدود ۱۱۲۰۰۰ متر مربع در شمال شرقی جزیره واقع شده‌است. این ساختمان شامل کلاسهای درس، آزمایشگاه الکترونیک، آزمایشگاه فیزیک، آزمایشگاه زبان انگلیسی، کلاس مجازی، کتابخانه، چهار سایت کامپیوتر، اتاق کنفرانس، سالن چند منظوره، نمازخانه و غذاخوری می‌باشد. با توجه به مذهب اکثریت دانشجویان که اسلام می‌باشد مراکز مذهبی دیگر نظیر کلیسا در پردیس دانشگاه یا جزیره وجود ندارد.

## مرکز آموزش مدرن
پس از برگزاری چند نوبت دوره‌ی کوتاه مدت آموزش از دور(distance learning) که با امکانات بسیار اولیه و با مشارکت دانشگاههای Pace در نیویورک و دانشگاه صنعتی شریف طی سال‌های ۸۱ و ۸۲ انجام گرفت، از اوایل سال ۱۳۸۴ شمسی بحث‌های مقدماتی دربارهٔ برگزاری دوره‌های آموزش از دور، در پردیس کیش آغاز گردید.